# Recurvirostra
A Recurvirostra a madarak osztályának lilealakúak (Charadriiformes) rendjébe és a Gulipánfélék (Recurvirostridae) családjába  tartozó nem.

## Rendszerezésük
A nemet Carl von Linné írta le 1758-ban, az alábbi fajok tartoznak ide:
- gulipán (Recurvirostra avosetta)
- amerikai gulipán (Recurvirostra americana)
- vörösfejű gulipán (Recurvirostra novaehollandiae)
- andoki gulipán (Recurvirostra andina)

## Előfordulásuk
Az összes kontinensen előfordulnak. A természetes élőhelyük tengerpartok, sós tavak, édes vizű folyók, patakok, tavak és mocsarak.

## Megjelenésük
Testhosszuk 41–51 centiméter közötti. Csőrük hosszú, felfelé ívelő.

## Életmódjuk
Rákfélékkel, rovarokkal, férgekkel és puhatestűekkel táplálkoznak.